# David Stirling
Sir Archibald David Stirling DSO OBE (15 de novembre de 1915 - 4 de novembre de 1990) va ser un oficial escocès de l'exèrcit britànic, alpinista i fundador i creador del Servei Aeri Especial (SAS). Va assistir al servei actiu durant la Segona Guerra Mundial fins que va ser capturat i va passar la resta de la guerra en captivitat com a presoner de guerra.

## Biografia
Stirling va néixer a la casa ancestral de la seva família, Keir House, a la parròquia de Lecropt, Perthshire el 15 de novembre de 1915. Era fill del brigadier Archibald Stirling, de Keir, i Margaret Fraser, filla de Simon Fraser, el Lord Lovat (descendent de Carles II). Simon Fraser, el 15è Lord Lovat era cosí germà. Els seus avis paterns eren Sir William Stirling-Maxwell, 9è baronet i Lady Anna Maria Leslie-Melville.
Stirling es va educar a l'internat catòlic Ampleforth College. Va formar part del Cos de Formació d'Oficials del Contingent de l'Ampleforth College. Va assistir durant un any al Trinity College de Cambridge abans d'anar a París per convertir-se en artista. Amb 1,98 m d'alçada i una figura atlètica, Stirling s'estava entrenant per escalar l'Everest quan va esclatar la Segona Guerra Mundial.:8–10

### Segona Guerra Mundial i la fundació del SAS

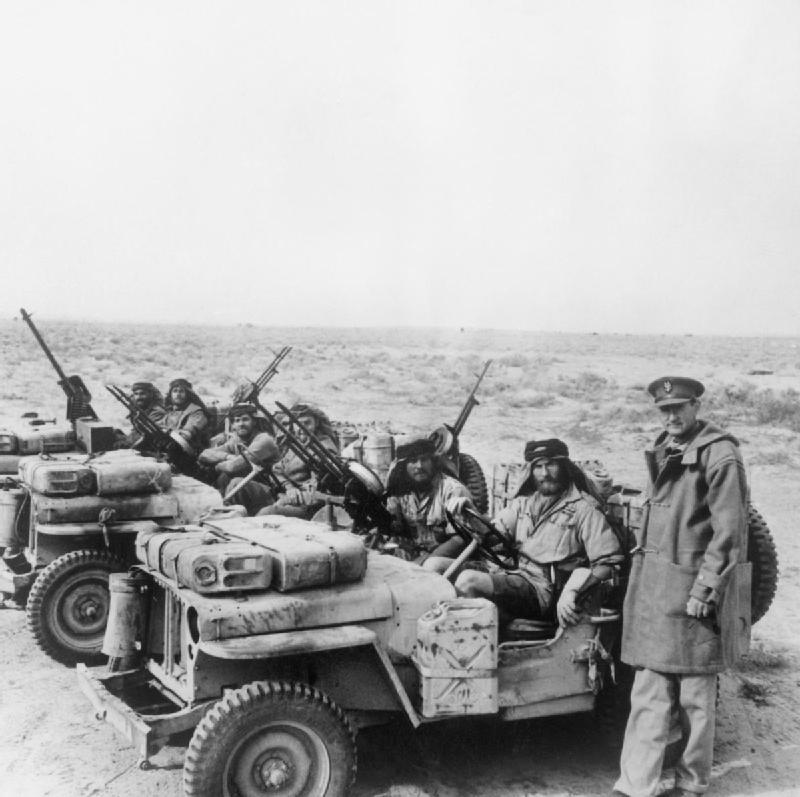
El tinent coronel Stirling amb el tinent Edward McDonald i altres soldats del SAS al nord d'Àfrica, 1943

Stirling va ser destinat a la Guàrdia Escocesa el 24 de juliol de 1937. El juny de 1940, es va oferir voluntari per al nou Comando No. 8 (Guàrdies) sota el tinent coronel Robert Laycock, que va passar a formar part de la Força Z (després anomenada "Layforce"). L'1 de febrer de 1941, Layforce va navegar cap a l'Orient Mitjà, en suport de la captura de Rodes, però aviat es va dissoldre després de patir grans baixes a la batalla de Creta i la batalla del riu Litani. Stirling es va mantenir convençut que a causa de la naturalesa mecanitzada de la guerra, un petit equip de soldats altament entrenats amb l'avantatge de la sorpresa podria atacar diversos objectius des del desert en una sola nit.:7,12–13,23–24
Creient que agafar la seva idea a la cadena de comandament era poc probable que funcionés, Stirling va decidir anar directament al cim. Amb crosses després d'un accident de paracaigudes, va entrar furtivament a la seu de l'Orient Mitjà al Caire (sota, a través o per sobre d'una tanca) en un esforç per veure el comandant en cap , el general de comandament de l'Orient Mitjà Sir Claude Auchinleck. Descobert pels guàrdies, Stirling va abandonar les seves crosses i va entrar a l'edifici, només per trobar-se cara a cara amb un oficial amb el qual havia caigut anteriorment. Retirant-se ràpidament, va entrar a l'oficina del cap d'estat major adjunt, el major general Neil Ritchie. Stirling va explicar el seu pla a Ritchie, immediatament després del qual Ritchie va persuadir Auchinleck perquè li permetés a Stirling formar una nova unitat d'operacions especials. La unitat va rebre el nom deliberadament enganyós de "Destacament L, Brigada del Servei Aeri Especial" per reforçar l'engany de Dudley Clarke sobre una brigada de paracaigudes existent al nord d'Àfrica.:25–28 
La nova unitat d'operacions especials de Stirling va quedar, al principi, sense equipament (especialment tendes de campanya i equips relacionats) quan la unitat es va instal·lar a la base aèria de Kibrit. La primera operació del nou SAS va ser robar d'un regiment de Nova Zelanda ben equipat proper diversos subministraments com tendes de campanya, roba de llit, taules, cadires i un piano. Després d'almenys quatre viatges, tenien un campament ben proveït.:34–35
Després d'un breu període d'entrenament, un intent inicial d'atacar un camp d'aviació alemany amb un aterratge en paracaigudes el 16 de novembre de 1941 en suport de l'operació Croat va resultar desastrós per a la unitat. Dels 55 homes originals, uns 34 van ser morts, ferits o capturats lluny de l'objectiu, després d'haver estat desviats de rumb o d'aterrar a la zona equivocada, durant una de les tempestes més grans que van afectar la regió. Escapar només amb l'ajuda del grup del desert de llarg abast (LRDG) - que van ser designats per recollir la unitat després de l'atac - Stirling va acceptar que apropar-se per terra sota l'abric de la nit seria més segur i més efectiu que el paracaigudes. El més aviat possible va organitzar incursions als ports mitjançant aquest mètode senzill, fent farols a través dels punts de control a la nit utilitzant les habilitats lingüístiques d'alguns dels seus soldats.:51–61,114–115,138
Sota el lideratge de Stirling, Jock Lewes va inventar la bomba Lewes, el primer dispositiu explosiu i incendiari dual de mà. Els Jeeps nord-americans, que van poder fer front a l'aspre terreny del desert millor que altres transports, van ser retallats, adaptats i equipats amb metralladores Vickers K a proa i a popa. Stirling també va ser pionera en l'ús de grups reduïts per escapar de la detecció. Tenint dificultats per dirigir des de la part posterior, Stirling sovint conduïa des del davant, les seves unitats SAS conduïen a través dels aeròdroms enemics als Jeeps per disparar avions i tripulació.
La primera incursió a l'aeròdrom de Jeep es va produir poc després d'adquirir el primer lot de Jeeps el juny de 1942, quan el grup SAS de Stirling va atacar l'aeròdrom de Bagush controlat pels italians juntament amb altres dos aeròdroms de l'Eix, tots en la mateixa nit. Després de tornar al Caire, Stirling va recollir un enviament de més Jeeps per a més atacs als aeròdroms. El seu major èxit va ser la nit del 26 al 27 de juliol de 1942 quan el seu esquadró SAS, armat amb 18 jeeps, va atacar la pista d'aterratge de Sidi Haneish i va destruir 37 avions de l'Eix (la majoria bombarders i transport pesat) per la pèrdua de dos homes morts. Després d'un viatge pel desert, evadir les patrulles i els avions enemics, Stirling i els seus homes van arribar a la seguretat del seu campament d'avançament a Qaret Tartura, a la vora de la depressió de Qattara. Va ser ascendit a tinent coronel el setembre de 1942.
Aquestes operacions de colpejar i fugir finalment van demostrar la perdència de Stirling; va ser capturat pels alemanys el gener de 1943 després d'haver estat batejat pel mariscal de camp Erwin Rommel "El major fantasma". Encara que Stirling va escapar dels alemanys, va ser posteriorment capturat de nou pels italians, que es van delectar molt amb la vergonya que això va causar als seus aliats alemanys. Va fer quatre intents de fugida més, abans de ser enviat al castell de Colditz, on va romandre presoner durant la resta de la guerra. Va arribar el 20 d'agost de 1944 i va rebre l'encàrrec d'establir la Unitat d'Intel·ligència Britànica de Colditz per un SBO.que hi havia a la zona.
Després de la captura de Stirling, Paddy Mayne va prendre el comandament del SAS.
Al nord d'Àfrica, durant els 15 mesos anteriors a la captura de Stirling, el SAS havia destruït més de 250 avions a terra, desenes d'abocadors de subministrament, ferrocarrils i telecomunicacions destrossats i havia deixat fora de combat centenars de vehicles enemics. El mariscal de camp Montgomery va descriure Stirling com "boig, bastant boig".

### Activitats de postguerra a l'Àfrica
Stirling es va transferir a la Reserva d'Oficials de l'Exèrcit Regular l'any 1947. Stirling va rebre el rang honorari de tinent coronel com a reservista, rang que va mantenir en la seva jubilació el 1965. Stirling va ser el fundador de Capricorn Africa Society, promovent la llibertat de la discriminació racial a l'Àfrica. Fundada el 1949, mentre Àfrica encara estava sota domini colonial, va tenir el seu punt àlgid a la Conferència de Salima de 1956. No obstant això, a causa de la seva oposició al sufragi universal, preferint un dret de vot qualificat i molt elitista, els africans educats es van dividir i no va atreure el suport suficient. En conseqüència, l'intent de la societat d'abordar el problema dels diferents nivells de desenvolupament social d'una manera no racial va ser ineficaç, tot i que va rebre una validació sorprenent quan el Partit Comunista de Sud-àfrica va utilitzar el model elitista multiracial de Stirling per a la seva "Aliança del Congrés" de 1955 amb el Congrés Nacional Africà de Sud-àfrica. Stirling va dimitir com a president de la Societat el 1959.
El setembre de 1967 Len Deighton va escriure un article a The Sunday Times Magazine sobre l'operació Bigamy. L'any següent Stirling va rebre "danys substancials" en una acció de difamació sobre l'article.

### Mercenari i traficant d'armes
Després de la guerra, Stirling va organitzar acords per proporcionar armes i personal militar britànics a altres països, com l'Aràbia Saudita, per a diverses operacions privatitzades de política exterior. Juntament amb diversos associats, Stirling va formar Watchguard International Ltd, inicialment amb oficines a Sloane Street (on més tard es va obrir l'hotel Chelsea), darrerament a South Audley Street a Mayfair
Els negocis van ser principalment amb els Estats del Golf. Va estar vinculat, juntament amb Denys Rowley, a un intent fallit d'enderrocar al governant libi Muammar Gaddafi el 1970 o el 1971. Stirling va ser el fundador de la "empresa militar privada " KAS International, també coneguda com a KAS Enterprises.
Watchguard International Ltd era una empresa militar privada, registrada a Jersey el 1965 per Stirling i John Woodhouse. La primera missió de Woodhouse va ser anar al Iemen per informar sobre l'estat de les forces reialistes quan es va declarar un alto el foc. Al mateix temps, Stirling cultivava els seus contactes al govern iranià i explorava les possibilitats d'obtenir feina a l'Àfrica. L'empresa va operar a Zàmbia i Sierra Leone, proporcionant equips de formació i assessorant en qüestions de seguretat, però les maneres inconformistes de fer negocis dels seus fundadors van provocar la seva eventual caiguda. Woodhouse va dimitir com a director d'operacions després d'una sèrie de desacords i Stirling va deixar de participar activament el 1972.

### Great Britain 75
A mitjans de la dècada de 1970, Stirling es va preocupar cada cop més perquè es produís un "esdeveniment antidemocràtic" i va decidir organitzar un exèrcit privat per enderrocar el govern. Va crear una organització anomenada Great Britain 75 i va reclutar membres dels clubs aristocràtics de Mayfair; aquests eren principalment exmilitars, i sovint antics membres del SAS. El pla era que, en cas de disturbis civils que es tradueixin en la interrupció de les operacions normals del Govern, se'n fessin càrrec. Ho va descriure amb detall en una entrevista de 1974, part de la qual apareix al documental d'Adam Curtis The Mayfair Set, episodi 1: "Who Pays Wins".
L'agost de 1974, abans que Stirling estigués disposat a publicar GB75, la revista pacifista Peace News va obtenir i publicar els seus plans. El seu biògraf Alan Hoe va qüestionar la representació menyspreable que el diari feia de Stirling com un "Coronel Blimp" de dretes.

### Soscavar el sindicalisme
Entre mitjans i finals de la dècada de 1970, Stirling va crear una organització secreta dissenyada per soscavar el sindicalisme des de dins. Va reclutar persones afins dins del moviment sindical, amb la intenció expressa que causessin tants problemes durant les conferències com fos permisible. Un d'aquests membres era Kate Losinska, que era la cap de l'Associació de Serveis Civils i Públics. El finançament d'aquesta "operació" provenia principalment del seu amic Sir James Goldsmith.

## Honors

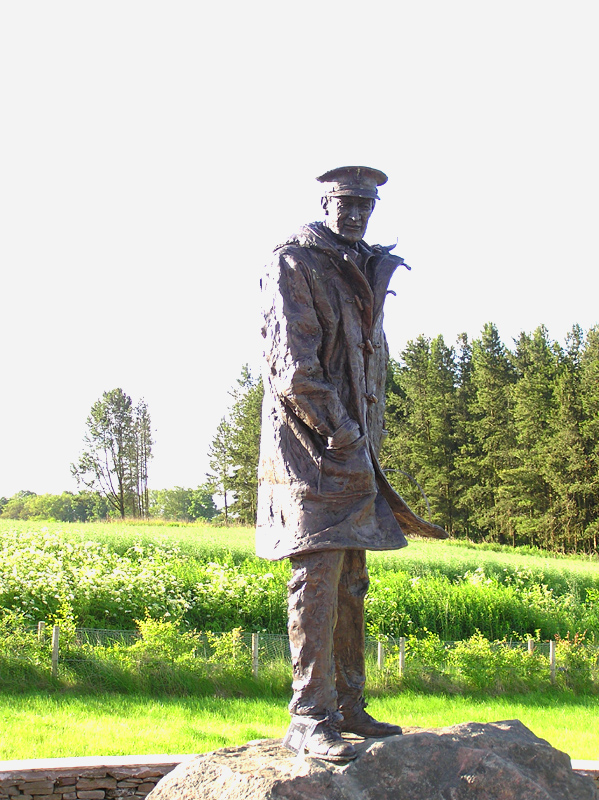
Estàtua de David Stirling d'Angela Conner prop de Doune, Escòcia.

Stirling va rebre l'orde del Servei Distingit en reconeixement del servei galant i distingit a l'Orient Mitjà el 24 de febrer de 1942, va ser nomenat oficial de l'ordre de l'Imperi Britànic en reconeixement del servei galant i distingit en el camp el 14 de novembre de 1946 i va nomenar cavaller en els honors d'Any Nou de 1990 pels serveis a l'exèrcit
El 1984 la nova base del SAS va ser rebatejada com Stirling Lines (de Bradbury Lines) en el seu honor.
L'any 2002 es va inaugurar el memorial SAS, una estàtua de Stirling dempeus sobre una roca, al Hill of Row, prop de la finca de la seva família al Park of Keir. Dues plaques de bronze van ser robades de l'estàtua cap a finals de maig de 2014. L'actual Laird de la finca Keir és el seu nebot Archie Stirling, un empresari milionari i antic oficial de la Guàrdia Escocesa.

## A la cultura popular
Stirling va ser interpretat per Connor Swindells al drama històric de televisió del 2022 drama SAS: Rogue Heroes. Gavin Mortimer va anomenar la sèrie SAS: Rogue Heroes "la versió de David Stirling de com va néixer el SAS".

## Dates de promoció
- Tinent de 2a – 24/07/1937 [72647]
- Tinent - 24/07/1940
- Capità – 01/11/1947, antiguitat 24/07/1947
- Major – 26/02/1952, antiguitat 01/11/1947 (en funcions: 21/12/1942)
- Tinent Coronel – 01/11/1947 (honorific) - (en funcions: 21/12/1942-(04/1944)[33]

## Condecoracions
Cavaller – 30/12/1989
 Company de l'orde del Servei Distingit – 24/2/1942
 Oficial de l'orde de l'Imperi Britànic – 14/11/1946
 Estrella de 1939-45
 Estrella d'Àfrica amb barra '8th ARMY'
 Medalla de la Defensa
 Medalla de la Guerra 1939-1945 amb fulla de roure
 1 Menció als Despatxos – 30/6/1942
 Oficial de la Legió d'Honor (França)
 Oficial de l'orde d'Orange-Nassau (Països Baixos)